# جامع مهرماه سلطان (أسكدار)
جامع مهرماه سلطان (بالتركية: Mihrimah Sultan Camii) هو مسجد عثماني بُني عام 954هـ/1548م ويقع في المركز التاريخي لبلدية أسكدار في اسطنبول بتركيا، وهو أحد أشهر معالم أسكدار المعروفة، واسمه مأخوذ من رصيف العبارات البحري المجاور له (أسكدار).
هذا الجامع هو أول المسجدين الذين أنشأتهما مهرماه سلطان ابنة السلطان سليمان القانوني وزوجة الصدر الأعظم رستم باشا ويحملان اسمها: أولهما جامع مهرماه سلطان بأسكدار وثانيهما جامع مهرماه سلطان بإديرنا كابي (بين 1562-1565م). وقد صمم المسجدين المعماري العثماني الأشهر معمار سنان وتم بناء جامع مهرماه سلطان بأسكدار بين أعوام 1546 و 1548م.
لم تُدفن مهرماه سلطان في مسجدها هذا ولا في مسجدها الآخر الذي يحمل أيضا اسمها والكائن في أديرنا كابي بالشق الأوروبي من مدينة إسطنبول داخل أسوار القسطنطينية. ولكنها بعدما وافتها المنيّة في 25 يناير 1578م، دُفنت إلى جانب والدها السلطان سليمان القانوني بمسجده «مسجد السليمانية» في إسطنبول داخل أسوار القسطنطينية، عن يمين قبر والدها.

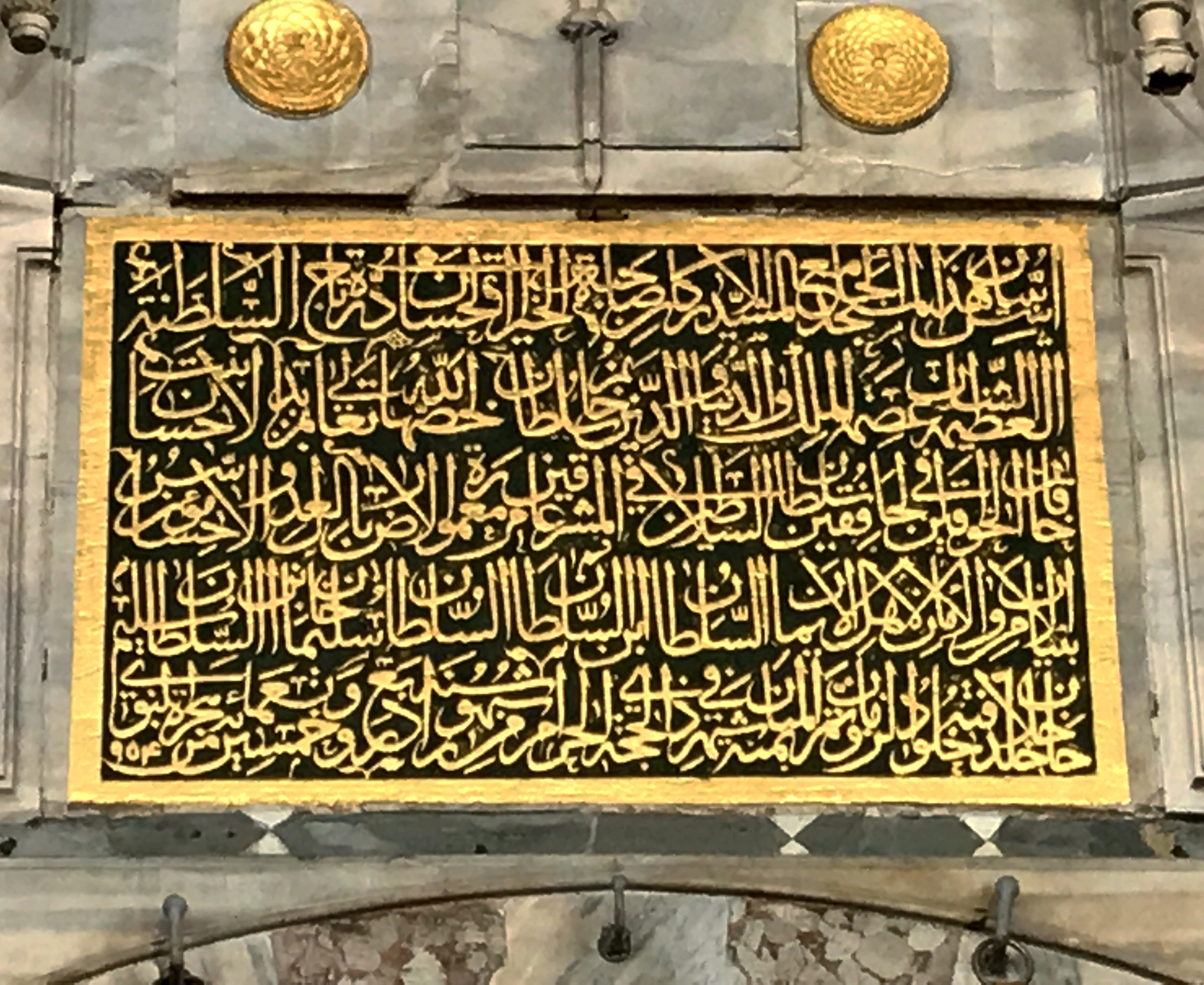
اللوحة أعلى باب مدخل الجامع مكتوب عليها:
أسس بنيان هذا المسجد الجامع المشيّد الأركان صاحبة الخيرات الحسان درّة تاج السلطنة
العظيمة الشأن عصمة الملك والدنيا والدين خانم سلطان خصّها الله تعالى بمزيد الإحسان بنت
خاقان الخواقين في الخافقين سلطان السلاطين في المشرقين عامر معمورة الأرض بالعدل والإحسان مؤسس
الأمن والأمان لأهل الإيمان السلطان ابن السلطان ابن السلطان ابن سليمان خان ابن السلطان سليم
خان خلد خلافته خلود الزمان وتم بمنة المنان في شهر ذي الحجة الحرام من شهور سنة أربع وخمسين وتسعمائة من هجرة النبي 954

## المزولةالشمسية
يوجد على حائط الجانب الأيمن من المسجد ساعة شمسية (مزولة) لبيان وقت صلاة الظهر وصلاة العصر. وبما أنه لا توجد ظلال في الصلوات الثلاث الأخرى: صلاة الفجر وصلاة المغرب وصلاة العشاء، فإن المزولة الشمسية لا تُظهر إلا صلاتين فقط.
يوجد لوحة حجرية حديثة أعلى المزولة مكتوب عليها بالتركية الحديثة: «تحديد أوقات الظهر والعصر بواسطة الظل بحسب الشهر القمري» (بالتركية: Aylara göre, gölge düşümüyle öğle-ikindiyi vakitleri).

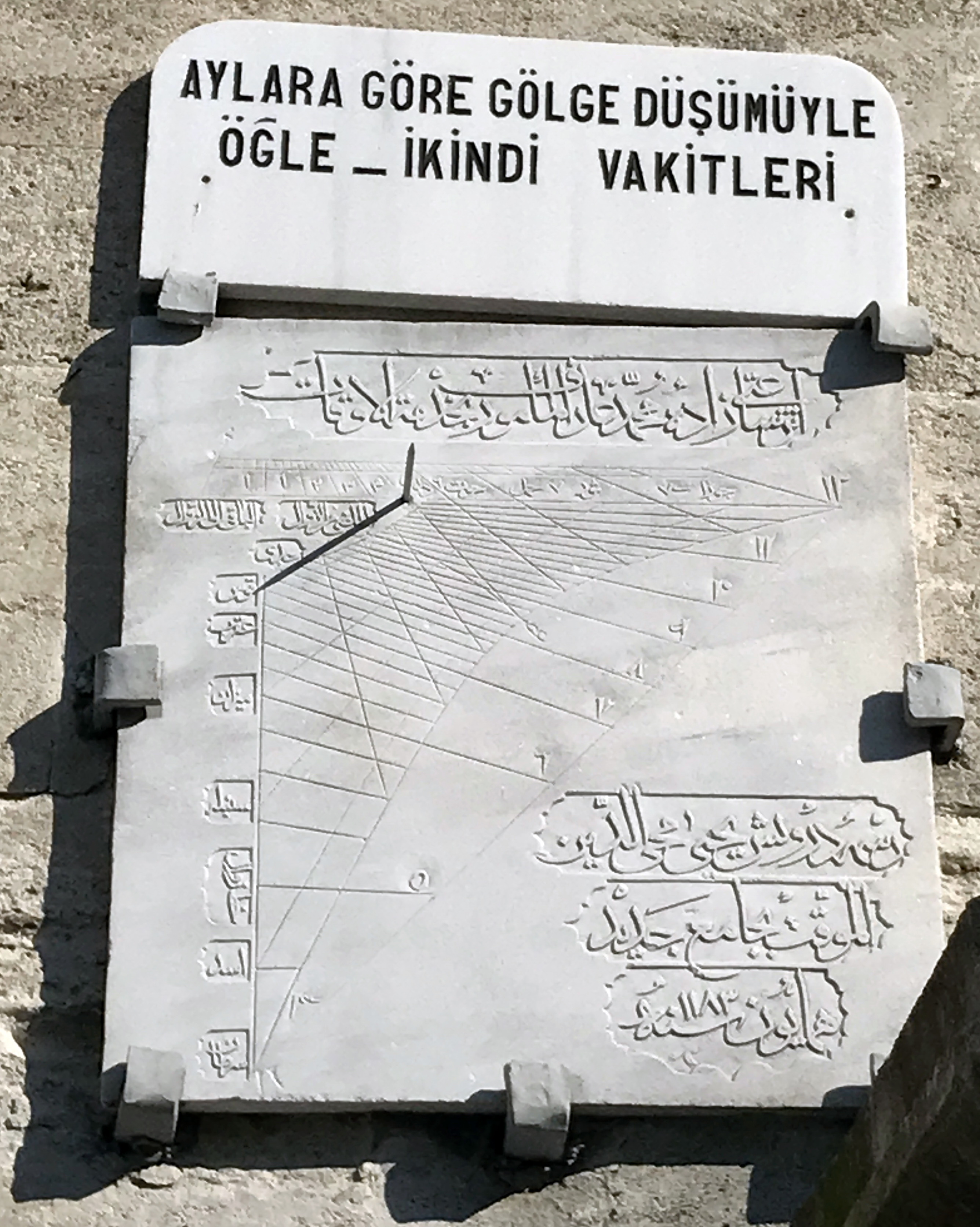
الساعة الشمسية (المزولة) الموجودة على حائط الباب الأيمن الجانبي من المسجد لبيان وقت صلاة الظهر وصلاة العصر.
مكتوب أعلى المزولة بالتركية الحديثة: «تحديد أوقات الظهر والعصر بواسطة الظل بحسب الشهر القمري»

## عمارة الجامع
جامع مهرماه سلطان بأسكدار بناء ضخم على مرتفع ويظهر بالفعل عدة بصمات للأسلوب المعماري الناضج لمعمار سنان[بحاجة لمصدر]، فهو بناء واسع، طابقه الأرضي عالٍ، مآذنه نحيلة، له قبة واحدة يحيط بها ثلاثة أنصاف قباب تنتهي في ثلاثة شرقيات (exedrae)، وبه رواق واسع بأعمدة مزدوجة.

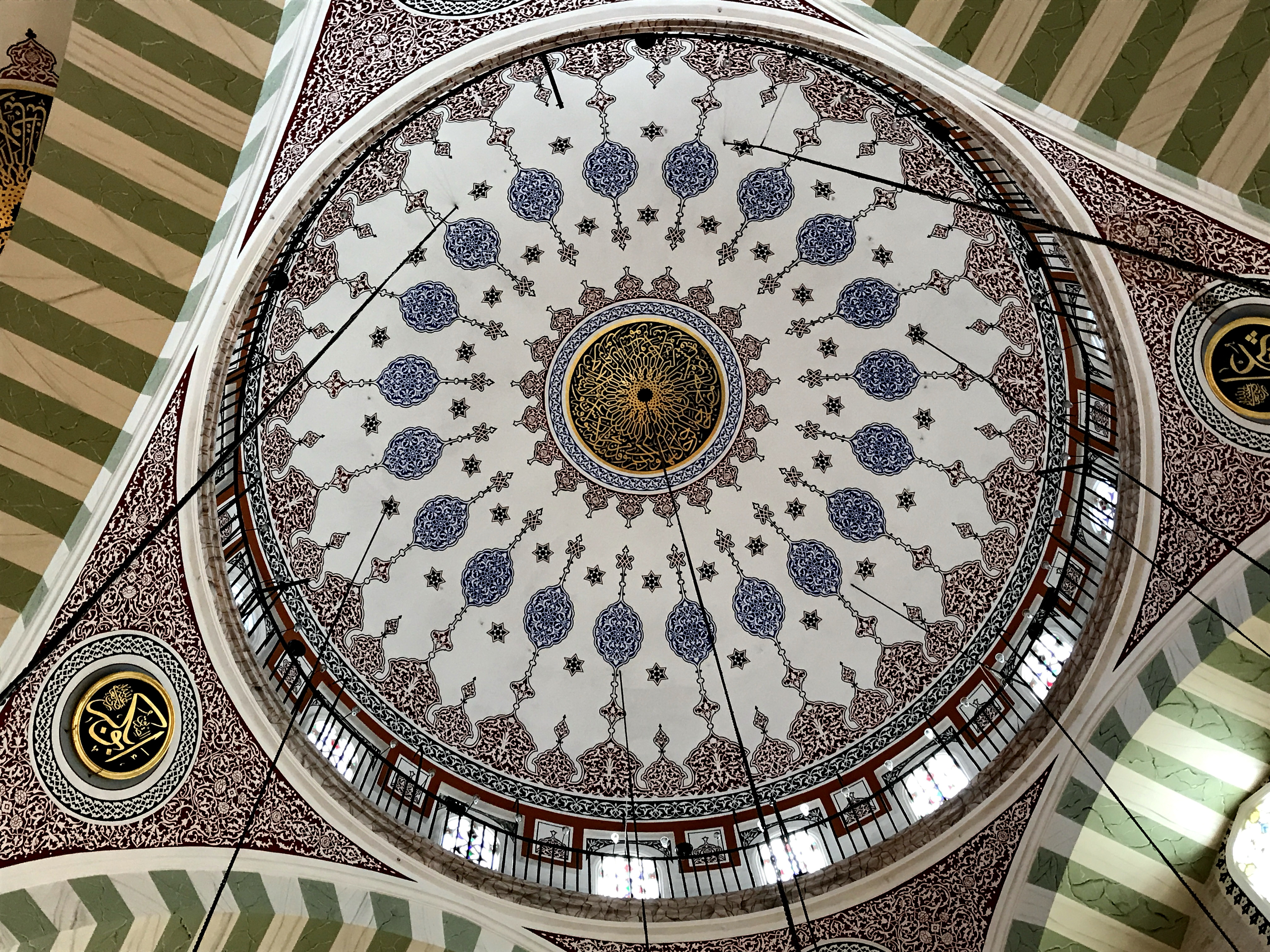
القبة من الداخل.

## المدافن حول الجامع
يوجد عدة مدافن وقبور خارج المسجد من الجهة الأمامية خلف المحراب، ومن الجانب الأيسر للمسجد، كما يوجد قبر واحد منفصل «لعثمان باي» ابن «رستم باشا» و«مهرماه سلطان» علي الجانب الأيمن خارج المسجد، وكل القبور بحالة جيدة حتى يومنا هذا:
- يوجد خارج المسجد خلف المحراب قطعة أرض صغيرة لدفن الموتى، بالجهة الشرقية للمسجد، ويوجد باحدى تلك القبور سنان باشا الذي كان قائداً للبحرية العثمانية بين أعوام 1550 و1553م وكان أخا شقيقا لرستم باشا زوج مهرماه سلطان. كما يوجد الكثير من قبور أفراد عائلة جاغال زاده (بالتركية: Cağalzade) في نفس المدفن.
- يوجد مبنيان صغيران منفصلان ومستقلان حديثان نسبياً، على يسار المسجد (في الجهة الشمالية للمسجد) بكل منهما قبور معدودة.
  - المبنى الأول أقرب إلى الجهة اليسرى للمسجد وبه ستة توابيت عليها طرابيش: غرفة مفردة بها قبر إبراهيم أدهم باشا، الصدر الأعظم في بداية عصر السلطان عبد الحميد الثاني مع عدة قبور أخرى، وعلى الصناديق الموضوعة فوق المقابر توجد طرابيش حمراء. ويوجد قبر خبير المسكوكات إسماعيل غالب بك أحد مؤسسي علم المسكوكات بتركيا وشقيق عثمان حمدي بك مؤسس المتحف التركي المعماري والمدرسة التركية للفنون الجميلة المعروفة باسم دار الصنائع النفيسة ومكانها اليوم أكاديمية المعمار سنان للفنون.
  - المبنى الثاني قريب جدا من المبنى الأول وبه أربع قبور رخامية وهو الأقرب للبحر: غرفة مفردة بها قبور رخامية قديمة على كل منها عمامة عثمانية من الرخام، منها قبران لاثنين من أبناء مهرماه سلطان (أحدهما سنان الدين يوسف)، ويُعتقد أن تلك الغرفة الصغيرة المبنية فوق القبور القديمة قد أُنشئت فوق القبور بعد إنشاء الغرفة الأولى التي تحوي قبر إبراهيم أدهم باشا ومن معه.
- كما يوجد خارج المسجد في مكان آخر منفصل غرب المسجد، قبر مفرد «لعثمان بك» (توفي: 984هـ - 1576م) ابن مهرماه سلطان صاحبة الجامع وزوجها الصدر الأعظم رستم باشا.

### قبرالقبودان باشاسنان باشا
كان القبطان باشا سنان باشا قائداً للبحرية العثمانية بين أعوام 1550 و1553م، وهو أيضا شقيق الصدر الأعظم رستم باشا الذي كان بدوره متزوجا من مهرماه سلطان، ابنة السلطان سليمان القانوني.
حين حضرت الوفاة سنان باشا عام 1553م كان مسجده جامع سنان باشا باسطنبول تحت الإنشاء ولم يكتمل بعد، فدفُن في جامع زوجة أخيه مهرماه سلطان بأسكدار باسطنبول.
دُفن سنان باشا في مدفن الجامع الواقع أمام المسجد خلف المحراب، شرقي المسجد.
- المدفن الملحق بجامع مهرماه سلطان بحي أسكدار باسطنبول والذي دُفن فيه أمير البحر العثماني، قبطان باشا قائد البحرية العثمانية "سنان باشا" (القبر لا يظهر في هذه اللقطة).
- أمير البحر العثماني، قبطان باشا قائد البحرية العثمانية "سنان باشا".
 أمر "سنان باشا" ببناء جامع سنان باشا في بشيكطاش باسطنبول ليُدفن فيه، ولكنه  تُوفي قبل أن يكتمل بناء مسجده، فدُفن في "جامع مهرماه سلطان" بأسكدار.

- قبر أمير البحر العثماني، قبطان باشا قائد البحرية العثمانية "سنان باشا" عند "جامع مهرماه سلطان" بأسكدار.
- شاهد قبر أمير البحر العثماني، "سنان باشا" عند "جامع مهرماه سلطان" بأسكدار. مكتوب بالحفر البارز على الرخام بالحروف العربية: "المرحوم المغفور قبودان سنان پاشا" و "تسعمائة وستين" وهي سنة وفاته بالتقويم الهجري، و "إلى رحمة الله" و "روحه فاتحة" لقراءة الفاتحة على روحه.

### قبر عثمان باي ابنرستم باشا
يقع قبر عثمان باي ابن رستم باشا ومهرماه سلطان على الجانب الأيمن لجامع مهرماه سلطان بأسكدار باسطنبول. والقبر يوجد وحده وليس بجانبه قبور أخرى
|  |  |  |

|  |  |

### قبرإبراهيم أدهم باشا
يقع قبر إبراهيم أدهم باشا المتوفى عام 1893م، والذي كان الصدر الأعظم في بداية عصر السلطان عبد الحميد الثاني، مع عدة قبور أخرى داخل أحد المبنيين الصغيرين الكائنين خارج الجانب الأيسر للمسجد، والأقرب منهما إلى البحر.
أحد هذه القبور يعود إلى خبير المسكوكات إسماعيل غالب بك أحد مؤسسي علم المسكوكات بتركيا وشقيق عثمان حمدي بك مؤسس المتحف التركي المعماري والمدرسة التركية للفنون الجميلة المعروفة باسم دار الصنائع النفيسة ومكانها اليوم أكاديمية المعمار سنان للفنون.
|  |  |  |

### قبرا ابني مهرماه سلطان
سنان الدين يوسف، ابن مهرماه سلطان مدفون تحت أحد القبور الرخامية الأربعة بغرفة الدفن الثانية الأقرب للبحر على يسار المسجد، وكذلك أخ آخر له، واثنين آخرين.

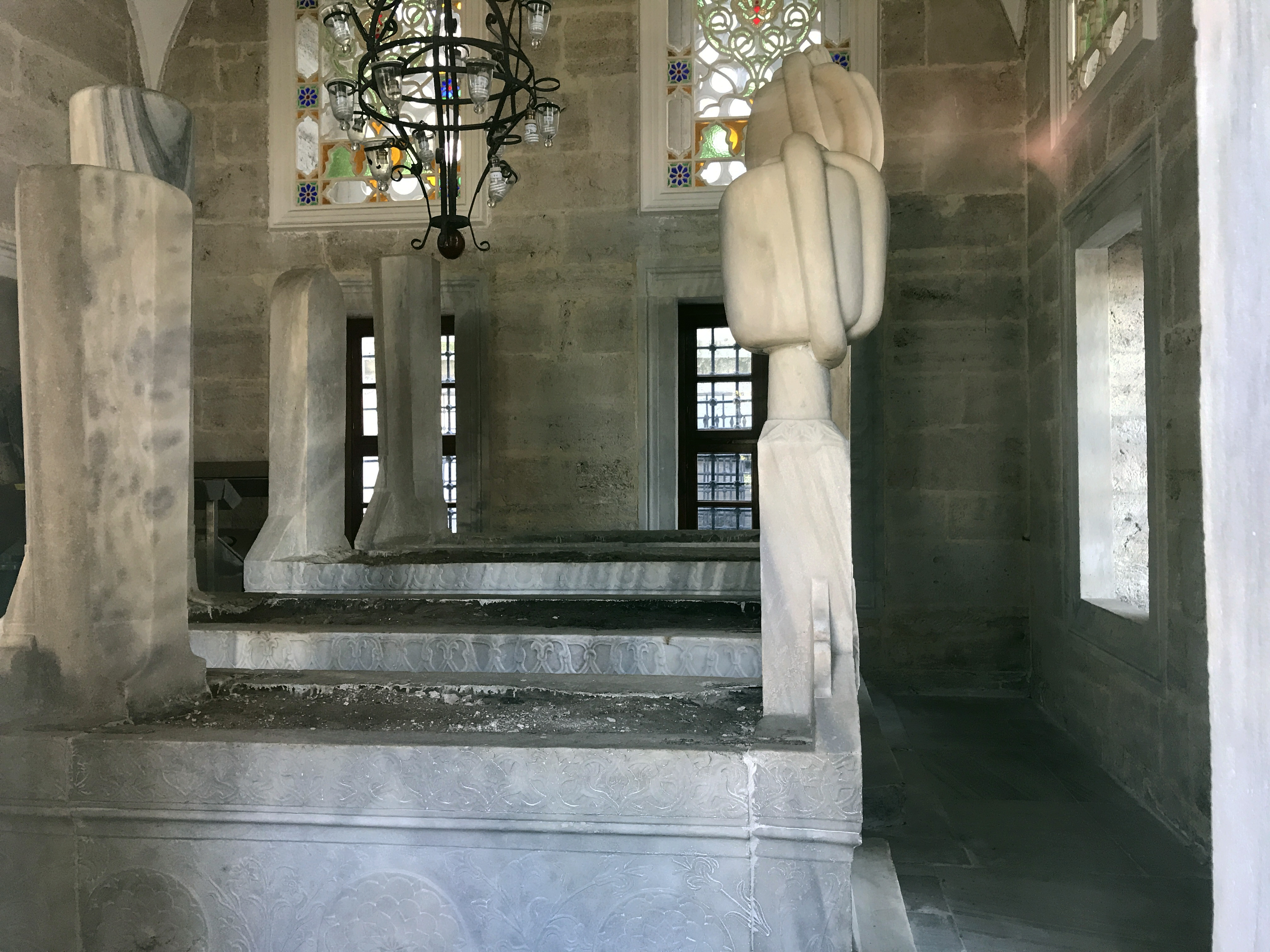
المبنى الثاني به أربع قبور رخامية قديمة على كل منها عمامة عثمانية من الرخام، منها قبران لاثنين من أبناء مهرماه سلطان (أحدهما سنان الدين يوسف).
يُعتقد أن تلك الغرفة الصغيرة المبنية فوق القبور القديمة قد أُنشئت فوق القبور بعد إنشاء الغرفة الأولى التي تحوي قبر إبراهيم أدهم باشا ومن معه.

## معرض الصور
|  |  |  |

|  |  |  |

|  |  |  |

## شاهد
- وصلة لموقع «المساجد العثمانية» بالتركية، صفحة «كليّة مهرماه سلطان»، به عدة أفلام وصور توضيحية عن المسجد. نسخة محفوظة 2 ديسمبر 2017 على موقع واي باك مشين.

## وصلات خارجية
- صور جامع مهرماه سلطان في أسكدار.